# Daniel Figueroa Villón
Daniel Figueroa Villón (Carhuaz, 16 de agosto de 1902 - Lima, 30 de enero de 1967) fue un prelado peruano, obispo de Chiclayo.

## Biografía
Nació en la ciudad de Cahuaz. Fue ordenado sacerdote el 26 de mayo de 1926. El 7 de abril de 1945 el papa Pío XII lo nombra Obispo Auxiliar de Arequipa como Obispo Titular de Parnassus, y siendo ordenado obispo el 20 de mayo de 1945 siendo el consagrador principal el arzobispo Fernando Cento y como co-consagradores los prelados Rodríguez Ballón, O.F.M., Victorino Álvarez, S.D.B. siendo obispo de Huamanga y Chirichigno Pontolido, S.D.B. siendo obispo de Piura.
El 22 de septiembre de 1946 fue nombrado obispo de Huancayo. En el año quinto de su pontificado en Huancayo del 20 al 24 de agosto de 1951, Huancayo fue sede del Congreso Eucarístico Regional. En aquella ocasión se realizó el I Certamen Catequístico entre los escolares del departamento de Junín. Al año siguiente, del 1 al 3 de diciembre de 1952, se celebró el Primer Sínodo Diocesano, el mismo que consta de 383 artículos; en el 14 de septiembre de ese mismo año, fue co-consagrador del obispo Alfonso Zaplana Bellizza. El 26 de enero de 1956 se formó la Oficina Nacional de Educación Católica (ODEC) siendo el obispo miembro de la Comisión Episcopal de Educación.
Posteriormente fue trasladado a la sede de Chiclayo, como primer obispo, siendo nombrado por el papa Pío XII el 17 de diciembre de 1956, en la fiesta de Santo Toribio de Mogrovejo. En su episcopado en el año 1959 se adquirió un terreno de 17 mil metros cuadrados donde se erigiría el futuro centro de formación de sacerdotes. El obispo Daniel impulsó la idea de construir un seminario en Chiclayo iniciando en su periodo la gestión del seminario como la inauguración de los estudios de filosofía. No llegó a ver la inauguración del Seminario Santo Toribio de Mogrovejo como tal. 
Falleció en Lima el 30 de enero de 1967, a los 64 años de edad. 
Sus restos mortales reposan en el Santuario Nuestra Señora de la Paz de Chiclayo, junto a los restos mortales del Mons. Ignacio María de Orbegozo y Goicoechea.